# Mateřská škola a jesle v Prachaticích
Mateřská škola a jesle v Prachaticích se nacházejí na adrese Česká 674. Stavbu tvoří celkem pět pavilonů spojených do dvou celků. Areál má celkem čtyři třídy, kapacitu 112 dětí. Okolí školy bylo upraveno jako park, kromě tříd a hlavní budovy byla vystavěna také i správní budova a školní jídelna. 

## Historie
Areál školky a jeslí byl budován v druhé polovině 70. let 20. století v souvislosti s výstavbou sídliště Nové město (dříve bytový okrsek Říjnové revoluce). Vznikl v místě středu sídliště a bývalého rybníka. Stavební práce trvaly dva roky, pro výstavbu byl použit stavební systém TRUSTEEL, který byl v ČSSR licenčně vyráběn a používán spíše pro rodinné domy. 
Školka s jeslemi byly dány do provozu v září 1977. Architekt Libor Erban navrhl celý objekt jako prototyp, který se měl vymezit proti tehdy populárním typizovaným školským stavbám. Přízemní budova bez pater byla obložena cihlami, okna byla atypicky uspořádána a interiér byl barevně rozčleněn podle účelu jednotlivých částí stavby. Třídy byly uspořádány do tvaru písmene "Z", jednotný prostor byl rozčleněn úložištěm pro hračky v prostoru pod stropem. 
Po roce 2000 byla původní budova rekonstruována; cihlový obklad byl zakryt izolačním obkladem a natřen různými barvami. 